# Arabisch socialisme
Arabisch socialisme (ar. الاشتراكية العربية, al-ishtirākīya al-‘arabīya) is een ideologie gebaseerd op een mengeling van het panarabische en socialistische gedachtegoed. Deze specifieke stroming is niet hetzelfde als het meer algemene socialisme, wat ook in de Arabische landen al veel langer bestaat.
De Egyptische president Gamal Abdel Nasser schafte oude titels af, zoals 'bey' en 'pasja', die in de tijden van Ottomaanse heerschappij bestonden. Hij maakte ook een begin met sociale voorzieningen, en met nationalisaties van grote bedrijven. Dit streven bestempelde hij als 'Arabisch socialisme'. Klassenstrijd en marxisme worden verworpen. Over het algemeen is er binnen het Arabische socialisme ruimte voor de particuliere sector (landbouwers, middenstand, kleine en middelgrote ondernemers, de zogenaamde "nationale kapitalisten." Ook godsdienst wordt gewaardeerd (bijv., Nasser was een gelovige moslim), maar men streeft niettemin naar een seculier staat. Fundamentalisme wordt (soms hardhandig) bestreden. Voor religieuze minderheden bestaat enige ruimte, in ieder geval meer dan onder islamitisch-fundamentalistische regimes (Saoedi Arabië, Iran).

## Uitspraak
- Habib Bourguiba: "Zelfs de metgezellen van de Profeet waren socialisten - vóór de uitvinding van dat woord - omdat zij zichzelf beschouwden als leden van eenzelfde familie." - C. Young: Ideology and Development in Africa, cit. p. 99

## Verwijzingen
1. ↑  Anwar al-Sadat: Op zoek naar een eigen identiteit (autobiografie), 1978 A.W. Bruna & Zoon, Utrecht / Antwerpen, pp. 136-137